# Kleine Lummersbach bei Cyriaxweimar
Kleine Lummersbach bei Cyriaxweimar este o arie protejată (arie specială de conservare — SAC, sit de importanță comunitară — SCI) din Germania întinsă pe o suprafață de 138,25 ha, integral pe uscat.

## Localizare
Centrul sitului Kleine Lummersbach bei Cyriaxweimar este situat la coordonatele 50°47′37″N 8°42′40″E / 50.7936°N 8.7111°E.

## Înființare
Situl Kleine Lummersbach bei Cyriaxweimar a fost declarat sit de importanță comunitară în aprilie 1999 pentru a proteja 21 de specii de animale. Situl a fost protejat și ca arie specială de conservare în martie 2008.

## Biodiversitate
Situată în ecoregiunea continentală, aria protejată conține 4 habitate naturale: Lacuri eutrofice naturale cu vegetație de tip Magnopotamion sau Hydrocharition, Liziere de ierburi înalte hidrofile de câmpie și de nivel montan până la alpin, Fânețe de joasă altitudine (Alopecurus pratensis, Sanguisorba officinalis), Păduri de fag Luzulo-Fagetum.
La baza desemnării sitului se află mai multe specii protejate:
- păsări (16): lăcar-de-rogoz (Acrocephalus schoenobaenus), fâsă-de-câmp (Anthus campestris), fâsă de luncă (Anthus pratensis), erete de stuf (Circus aeruginosus), prepeliță (Coturnix coturnix), șoimul rândunelelor (Falco subbuteo), becațină comună (Gallinago gallinago), sfrâncioc mare (Lanius excubitor excubitor), grelușel-de-zăvoi (Locustella luscinioides), Luscinia svecica svecica, presură sură (Miliaria calandra), pietrar sur (Oenanthe oenanthe), codroșul de pădure (Phoenicurus phoenicurus), cresteț pestriț (Porzana porzana), lăstun de mal (Riparia riparia), mărăcinar (Saxicola rubetra)
- amfibieni (1): triton cu creastă (Triturus cristatus)
- mamifere (2): liliac cu urechi mari (Myotis bechsteinii), liliac comun (Myotis myotis)
- nevertebrate (2): rădașcă (Lucanus cervus), phengaris nausithous (Maculinea nausithous)

Pe lângă speciile protejate, pe teritoriul sitului au mai fost identificate 2 specii de plante, 1 specie de păsări, 1 specie de amfibieni, 8 specii de mamifere, 3 specii de nevertebrate, 1 specie de reptile.